# Symmacra rufifrontaria
Symmacra rufifrontaria är en fjärilsart som beskrevs av George Francis Hampson 1907. Symmacra rufifrontaria ingår i släktet Symmacra och familjen mätare. Inga underarter finns listade i Catalogue of Life.